# Пётр (Якумелос)
Митрополи́т Пе́тр (греч. Μητροπολίτης Πέτρος, в миру Гео́ргиос Якуме́лос, греч. Γεώργιος Γιακουμέλος; 1932, Планос — 24 ноября 2020, Вула) — епископ Александрийской православной церкви, титулярный митрополит Кесарийский.

## Биография
Родился в 1932 году в деревне Планос на Закинфе.
Окончил богословский факультет Афинского университета.
В 1955 году был рукоположён в сан диакона, а в 1956 году — во священника. Служил архидиаконом, проповедником и протосингелом Элассонской митрополии.
В 1965 году изучал социологию в Сорбонне. Также катехизаторско-пастырское богословие и экуменизм в Католическом университете Парижа и в Женевском университете. В этот период служил благочинным приходов в Англии и Франции. Кроме греческого языка, владел французским, английским и итальянским.
В 1970 года перешёл в клир Александрийской Православной Церкви.
17 декабря 1972 года был поставлен в титулярного епископа Вавилонского. Являлся главным патриаршим секретарём.
В 1974 году был назначен патриаршим представителем в Каире.
С 30 ноября 1979 года — митрополит Аксумский.
Участник трёх православных предсоборных совещаний в Шамбези — 1976, 1982, 1986 годы. Неоднократно представлял Александрийскую Церковь в межхристианских и межрелигиозных переговорах.
В 1996—1997 годах являлся патриаршим экзархом в Кенийской и Иринопольской митрополии.
После трагической гибели Патриарха Петра VII на заседании Священного Синода Александрийской православной церкви, состоявшемся 20 сентября 2004 года избран Местоблюстителем Патриаршего Престола. На выборах нового Патриарха, состоявшихся 9 октября того же года, занял второе место, уступив митрополиту Феодору (Хорефтакису).
24 октября того же года на интронизации Папы и Патриарха Феодора II возложил митру на главу новоизбранного Патриарха со словами: «Через меня Христос возлагает на главу твою сей венец спасения, да знаменует он нетленный венец славы».
27 октября того же года определён главой представительства Александрийского Патриархата в Афинах в знак признательности за его многогранную и продолжительную деятельность на благо Патриаршего престола и в тот же день Патриархом Феодором II был пожалован титулом старца-митрополита.
В июле 2008 года возглавил делегацию Александрийского Патриархата на праздновании 1020-летия крещения Руси в Киеве.
9 декабря 2008 года представлял Александрийскую православную церковь на отпевание почившего Патриарха Московского и всея Руси Алексия II.
8 марта 2010 года по собственному прошению освобождён от должности представителя Александрийского Патриархата в Афинах и назначен генеральным эпитропом Патриаршего престола (Γενικός Πατριαρχικός Επίτροπος του Θρόνου).
3 июля 2011 года представлял Александрийскую православную церковь в торжествах случаю 40-летия Первосвятительской интронизации Патриарха Болгарского Максима, прошедших в Патриаршем кафедральном соборе во имя святого благоверного князя Александра Невского в Софии.
24 ноября 2015 решением Священного Синода митрополиту Петру был присвоен титул «почётного Патриаршего генерального эпитропа».
26 ноября 2018 года ушёл на покой с назначением титулярным митрополитом Кесарийский, ипертим и экзарх Нумидийский.
Скончался 24 ноября 2020 года в больнице «Асклипио» города Вула.